# Велоцираптор
Велоцира́птор (лат. Velociraptor, от лат. velox — быстрый и raptor — вор) — род плотоядных тероподных динозавров из семейства дромеозаврид (Dromaeosauridae), живших на территории Азии во времена раннемеловой эпохи, около 75—71 млн лет назад.
Типовой вид Velociraptor mongoliensis («монгольский») описан в 1924 году по ископаемым остаткам из отложений джадохтской свиты в Монголии. Второй вид Velociraptor osmolskae, названный в честь палеонтолога Хальшки Осмульской, описан в 2008 году по окаменелостям из формации Баян-Мандаху в Китае (Внутренняя Монголия), однако его родство с типовым видом является спорным.
Велоцираптор был значительно меньше крупнейших представителей своего подсемейства: дакотараптора, ютараптора и ахиллобатора — но также обладал рядом общих с ними анатомических черт. Он был двуногим, пернатым плотоядным с длинным хвостом и увеличенным серповидным когтем на задней части стопы, которые, как полагают, использовались для того, чтобы хватать и потрошить добычу. Велоцираптора можно отличить от других дромеозаврид по длинному и низкому черепу с приподнятой мордой.

## История изучения

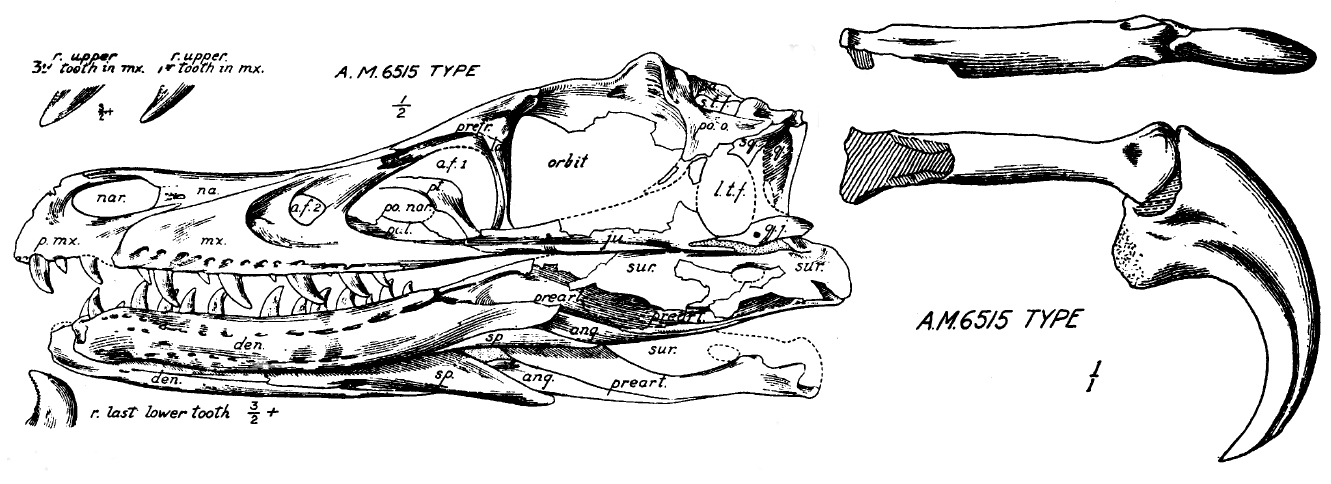
Череп и когтевая фаланга голотипа V. mongoliensis

Во время экспедиции Американского музея естественной истории в район Баянзаг (Flaming Cliffs, «пылающие скалы») в пустыне Гоби, где обнажаются отложения джадохтской свиты, 11 августа 1923 года Питер Кайзен обнаружил первую известную науке окаменелость велоцираптора — раздробленный, но целый череп, а также фаланги кисти, включая когтевую (экземпляр AMNH 6515). В 1924 году президент музея Генри Фэрфилд Осборн назначил эти остатки голотипом нового вида, выделенного в собственный род, — Velociraptor mongoliensis. Родовое название происходит от лат. velox («быстрый») и raptor («вор» или «грабитель») и отражает предполагаемую способность животного быстро бегать, а также его плотоядность. Видовое название было дано по стране, где нашли остатки. Ранее в том же году Осборн уже упоминал это животное в научно-популярной статье, назвав его «Ovoraptor djadochtari» (не путать с Oviraptor), но при формальном описании название было изменено на V. mongoliensis.
В то время как североамериканские экспедиции не могли попасть в коммунистическую Монголию во время Холодной войны, советские и польские учёные вместе с монгольскими коллегами нашли ещё несколько экземпляров велоцираптора. Самый известный из них — часть образца «Дерущиеся динозавры» (MPC-D 100/25, ранее обозначался как IGM, GIN или GI SPS), обнаруженного польско-монгольской экспедицией в 1971 году. Эта окаменелость запечатлела схватку велоцираптора с протоцератопсом (Protoceratops). Сейчас она считается национальным достоянием Монголии, а в 2000 году её временно вывезли в Американский музей естественной истории в Нью-Йорке для специальной выставки.
В период с 1988 по 1990 год китайско-канадская экспедиция обнаружила остатки велоцираптора на севере Китая. В 1990 году американские учёные снова смогли работать в Монголии, и совместная монголо-американская экспедиция в Гоби, организованная Американским музеем естественной истории и Монгольской академией наук, нашла несколько хорошо сохранившихся скелетов. Один из образцов, MPC-D 100/980, получил от команды палеонтолога Марка Норелла шутливое прозвище «Ichabodcraniosaurus» — потому что это почти полный скелет, но без черепа (намёк на персонажа Вашингтона Ирвинга, Икабода Крейна). Изначально Норелл и Маковицкий считали его ещё одним экземпляром Velociraptor mongoliensis, но в 2021 году его выделили в отдельный вид — Shri devi.
В 1999 году Ринчен Барсболд и Хальшка Осмульская сообщили о находке молодого велоцираптора (образец GIN или IGM 100/2000) — полного скелета с черепом, принадлежавшего молодой особи. Этот экземпляр был обнаружен в местности Тугрикин-Ширех (джадохтская свита) в ходе монголо-японских палеонтологических экспедиций. Исследователи отметили, что подробное описание этого и других образцов будет опубликовано позднее.

### Дополнительные виды

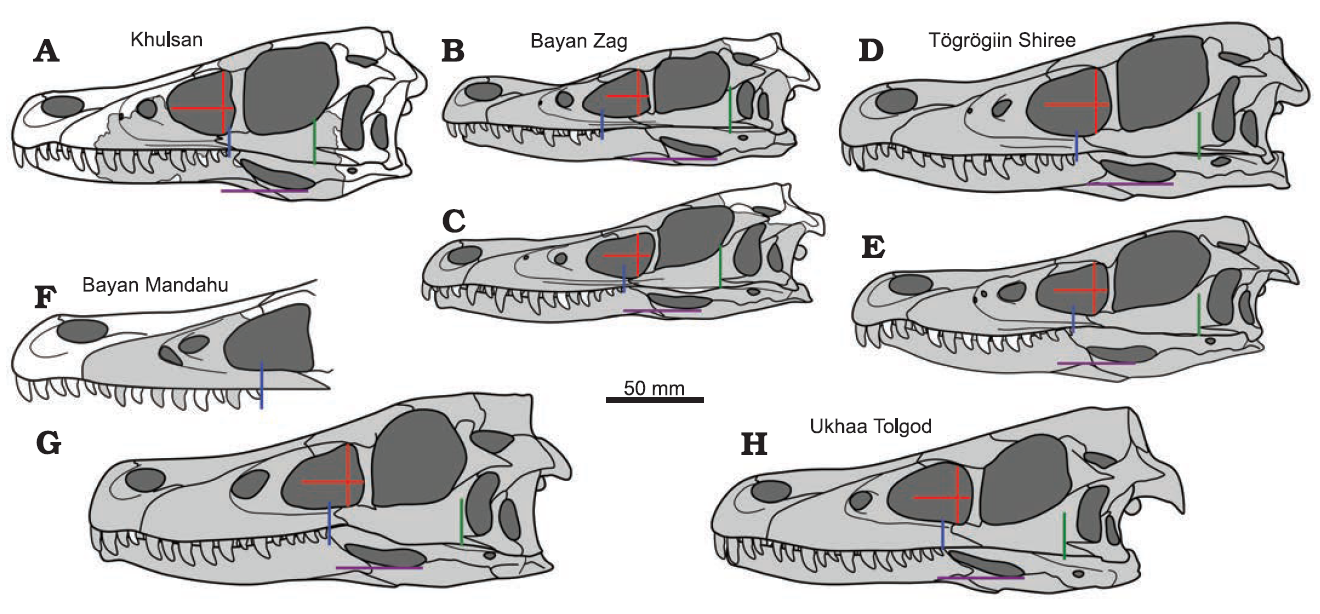
Черепа велоцирапторин; известные кости отмечены серым.
A — Shri devi;
B, D, E — Velociraptor mongoliensis;
C — Velociraptor sp., MPC-D 100/982;
F — «Velociraptor» osmolskae;
G — Linheraptor exquisitus;
H — Tsaagan mangas

В 1999 году в ходе китайско-бельгийских экспедиций в формации Баян-Мандаху были найдены верхнечелюстные и слёзные кости. Исследование экземпляров показало, что они принадлежат велоцираптору, но не типовому виду V. mongoliensis. В 2008 году Паскаль Годфруа с коллегами отнесли эти образцы к новому виду — V. osmolskae, названному в честь польского палеонтолога Хальшки Осмульской. Однако в 2013 году учёные отметили, что хотя форма верхнечелюстной кости у V. osmolskae похожа на V. mongoliensis, филогенетический анализ показал его более близкое родство с линьхэраптором (Linheraptor). Это делает род парафилетическим, то есть V. osmolskae, возможно, вообще не относится к роду велоцираптор и требует пересмотра классификации.
В 1997 году палеонтологи Марк Норелл и Питер Маковицкий описали новые хорошо сохранившиеся образцы V. mongoliensis: MPC-D 100/985, найденный в местонахождении Тугрик-Ширех в 1993 году, и MPC-D 100/986, обнаруженный в том же году в местонахождении Чимни-Баттс. Учёные также упомянули ещё один экземпляр — MPC-D 100/982, который на момент публикации ещё не был подробно описан. В 1999 году Норелл и Маковицкий представили новые данные об анатомии велоцираптора, основанные на изучении дополнительных образцов. Среди этих экземпляр был частично описанный MPC-D 100/982, который отнесли к V. mongoliensis в основном из-за сходства черепа с голотипом, хотя учёные отметили различия в строении таза по сравнению с другими экземплярами велоцирапторов. Этот относительно хорошо сохранившийся образец с черепом был найден в 1995 году в Баянзаг (конкретно в сублокации «Вулкан»). В 2004 году Мартин Кундрат в предварительном отчёте сравнил строение черепной коробки MPC-D 100/982 с другим образцом велоцираптора (MPC-D 100/976). Исследователь пришёл к выводу, что первый образец имеет более продвинутые черты строения, что может указывать на принадлежность к разным видам.

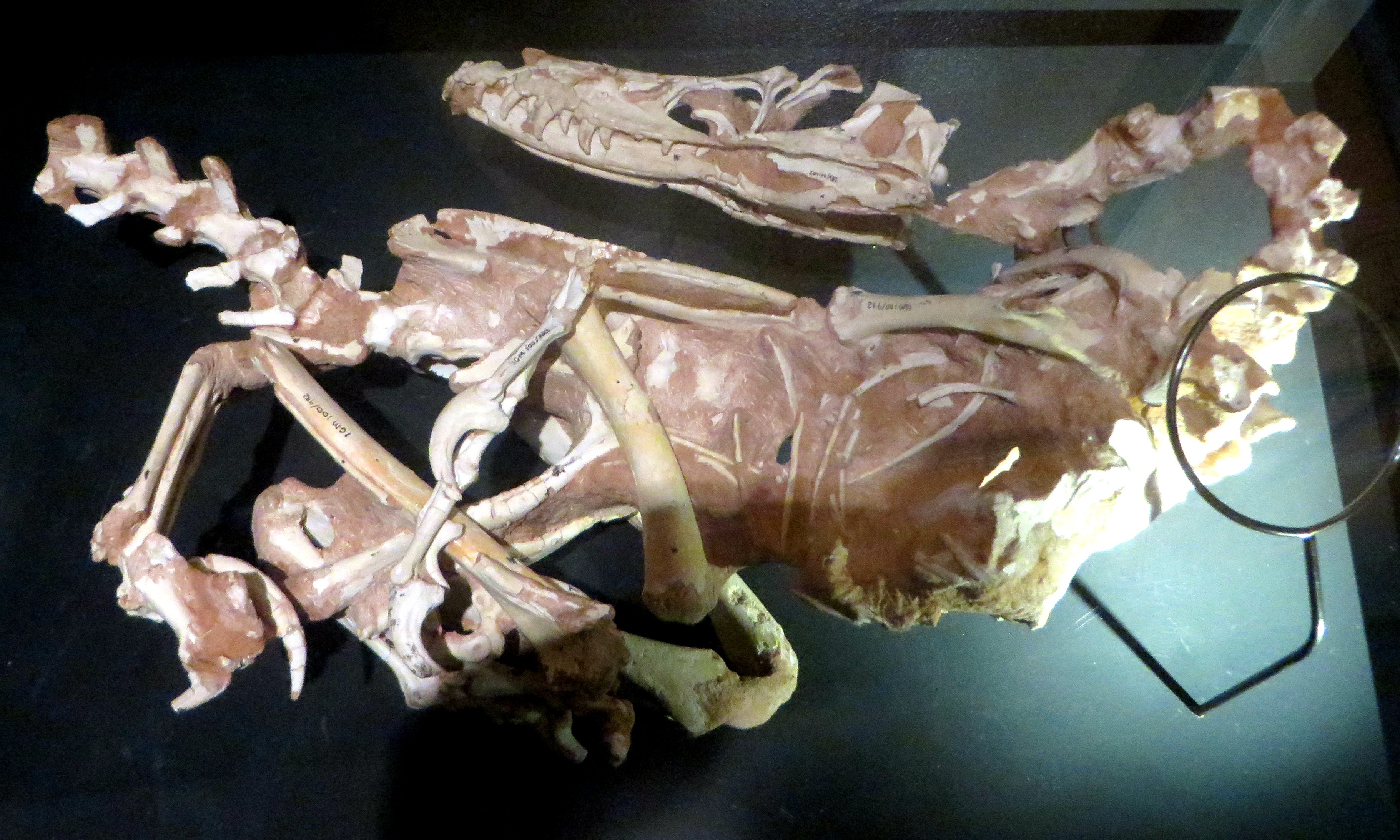
Образец велоцираптора MPC-D 100/982, возможно, относящийся к новому виду

В своей магистерской диссертации 2020 года Марк Пауэрс подробно описал образец MPC-D 100/982 и пришёл к выводу, что он представляет собой третий, новый вид велоцираптора. По его мнению, этот вид отличается от других видов велоцираптора в первую очередь строением верхнечелюстной кости — она имеет более плоскую форму. В том же 2020 году Пауэрс с коллегами провели морфометрический анализ верхних челюстей различных дромеозаврид. Результаты показали, что челюсть MPC-D 100/982 значительно отличается от образцов, относящихся к велоцираптору, что подтверждало его принадлежность к другому виду. В 2021 году Пауэрс и коллеги использовали метод главных компонент для анализа челюстей дромеозаврид. Анализ чётко показал, что MPC-D 100/982 выходит за пределы внутривидовой изменчивости V. mongoliensis, что стало еще одним аргументом в пользу выделения нового вида. Учёные также предположили, что V. mongoliensis и новый вид занимали разные экологические ниши, что отразилось в различиях строения их черепов. В другом тезисе, опубликованном в 2021 году, команда вновь подтвердила видовые различия, обнаружив дополнительные отличия в строении задних конечностей.

## Описание

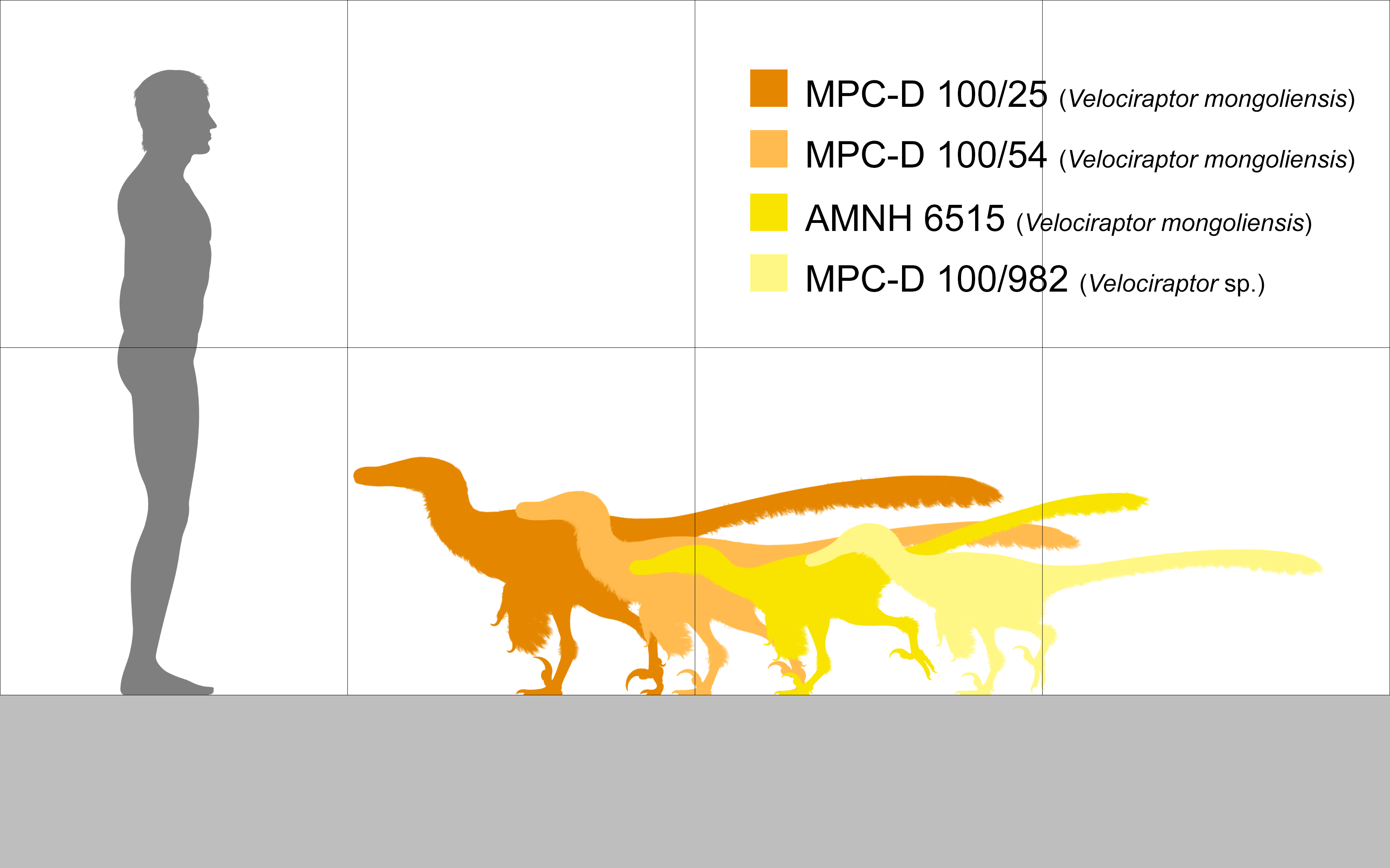
Разные образцы в сравнении с человеком

Велоцираптор был дромеозавридом небольших и средних размеров. По оценкам, взрослые особи достигали 1,5—2,07 м в длину, около 0,5 м в высоту в бедре и весили примерно 14,1—19,7 кг.

### Череп

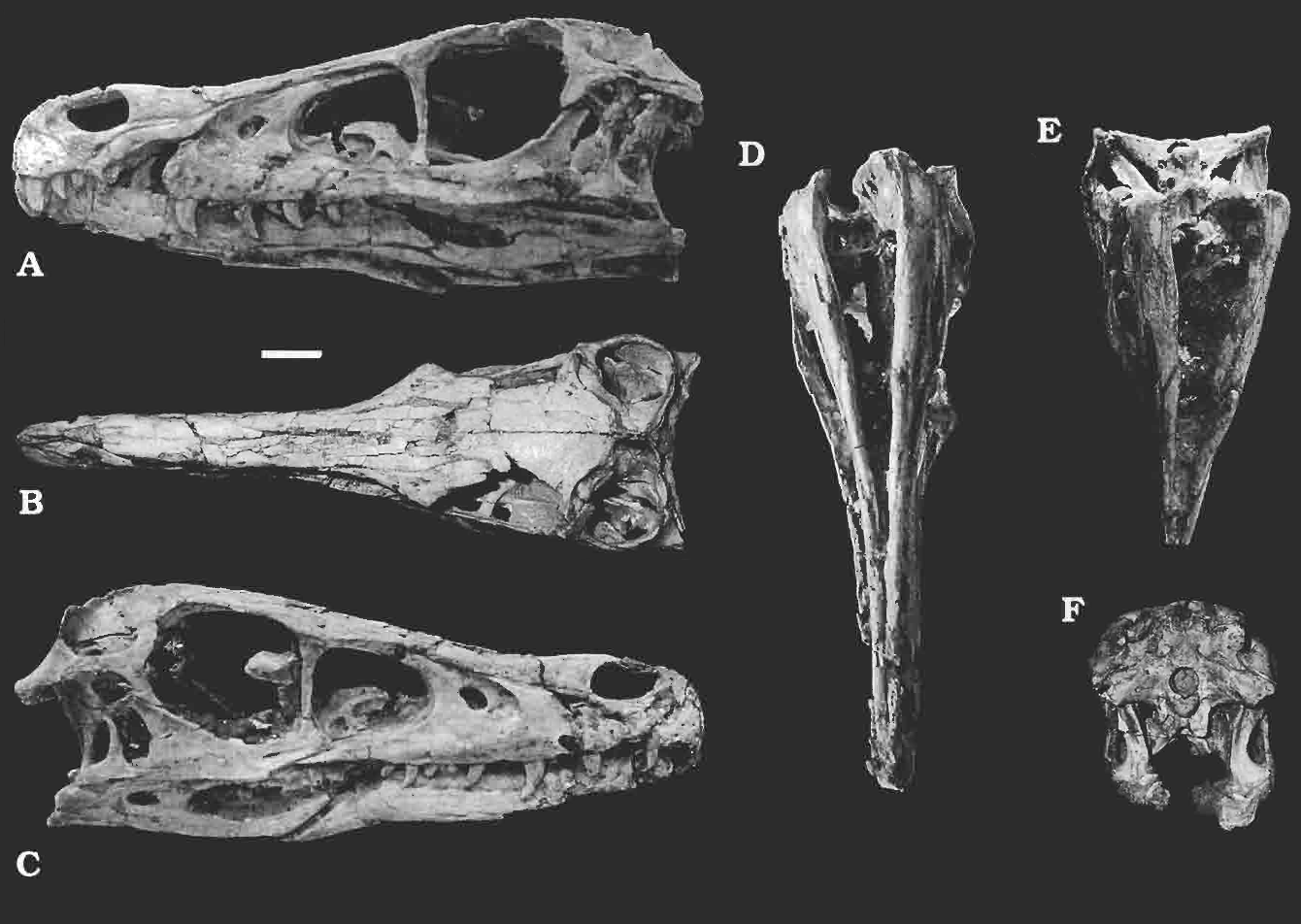
Череп образца MPC-D 100/25 (Дерущиеся динозавры); вид сбоку (A и C), сверху (B), снизу (D и E) и сзади (F)

Череп велоцираптора довольно вытянутый, длиной до 23 см. Морда имеет характерный изгиб вверх, с вогнутой верхней поверхностью и выпуклой нижней. Морда, составляющая около 60% общей длины черепа, узкая и в основном формируется за счёт носовой, предчелюстной и верхнечелюстной костей. Предчелюстная кость располагается в передней части черепа и более вытянутая, чем высокая. Её задний конец соединяется с носовой костью, а основная часть контактирует с верхнечелюстной костью. Верхнечелюстная кость имеет почти треугольную форму и является самым крупным элементом морды. В её центральной части находится углубление с небольшим овальным или круглым отверстием — верхнечелюстным окном. Перед ним располагаются два меньших отверстия — предчелюстные окна. Задний край верхнечелюстной кости формирует значительную часть предглазничного окна — одного из нескольких крупных отверстий в черепе. Как на предчелюстной, так и на верхнечелюстной костях имеются альвеолы (зубные лунки) на нижней поверхности. Над верхнечелюстной костью, соприкасаясь с предчелюстной, располагается носовая кость — узкая и удлинённая, формирующая верхнюю часть морды. Вместе предчелюстная и носовая кости образуют относительно крупную и округлую ноздрю. Задний конец носовой кости соединяется с лобной и слёзной костями.
Задняя часть черепа образована лобной, слёзной, заглазничной, скуловой, теменной, квадратной и квадратно-скуловой костями. Лобная кость представляет собой крупный элемент, при взгляде сверху имеющий условно прямоугольную форму. Её задний край соединяется с теменной костью, и вместе эти элементы формируют основную часть крыши черепа. Слёзная кость имеет Т-образную форму, её основная часть тонкая и хрупкая. Нижний конец этой кости сочленяется со скуловой — массивным, почти треугольным элементом. Нижний край скуловой кости отличается прямым, горизонтальным контуром. Заглазничная кость расположена непосредственно над скуловой — это массивная, чётко выраженная Т-образная структура. В целом, глазница, образованная слёзной, скуловой, лобной и заглазничной костями, крупная и почти круглая по форме, более вытянутая в длину, чем в высоту. При взгляде сверху в задней части черепа видны два крупных округлых отверстия — височные окна, основные компоненты которых — заглазничная и чешуйчатая кости. Позади скуловой кости находится квадратно-скуловая кость, которая, как и у других дромеозаврид, по форме напоминает перевёрнутую букву Т. В то время как её верхний конец сочленяется с чешуйчатой костью (неправильной формы элементом), внутренняя сторона контактирует с квадратной костью. Последняя играет ключевую роль в сочленении с нижней челюстью. Самой задней костью является затылочная кость с её выступом — затылочным мыщелком: округлым, луковицеобразным образованием, которое сочленяется с первым шейным позвонком.
Нижняя челюсть велоцираптора состоит в основном из зубной, пластинчатой, угловой, надугловой и сочленовной костей. Зубная кость представляет собой очень длинный, слабо изогнутый и узкий элемент с рядом альвеол на верхней поверхности. В задней части она соединяется с надугловой костью. Вблизи заднего края зубной кости находится небольшое отверстие — надугловое отверстие. Зубная и надугловая кости являются самыми крупными элементами нижней челюсти велоцираптора, формируя практически всю её длину. Под ними располагаются более мелкие пластинчатая и угловая кости, тесно сочленённые друг с другом. Сочленовная кость, находящаяся на внутренней стороне надугловой, представляет собой небольшой элемент, который соединяется с квадратной костью и обеспечивает подвижное сочленение нижней челюсти с верхней частью черепа. В центральной части нижней челюсти располагается удлинённое, почти овальное отверстие — нижнечелюстное окно, которое образуют зубная, надугловая и угловая кости.
Зубы велоцираптора обладают в значительной мере гомодонтным строением (имеют одинаковую форму) и несут зубчики (зазубрины), причём задний край зубов имеет более выраженную зазубренность по сравнению с передним. В предчелюстной кости расположены 4 альвеолы (что соответствует 4 зубам), а в верхнечелюстной кости — 11 альвеол. На зубной кости нижней челюсти присутствует от 14 до 15 альвеол. Зубы предчелюстной кости слабо изогнуты, при этом первые два зуба — самые длинные, а второй зуб отличается особенно крупными размерами. Зубы верхнечелюстной кости более тонкие и сильнее загнуты назад, а их нижняя часть имеет гораздо более выраженные зазубрины, чем верхняя.

### Посткраниальный скелет
Подобно большинству тероподов, велоцираптор обладал четырьмя пальцами на задних конечностях, из которых один был недоразвит и не участвовал в ходьбе, и (как и тероподы) ступал на три пальца. Дромеозавриды, в том числе велоцираптор, использовали только два: третий и четвёртый. На втором находился большой сильно изогнутый коготь, выраставший до 67 мм в длину (по внешнему краю). Он ранее считался их основным оружием для умерщвления и разрывания жертв. Однако впоследствии было экспериментально подтверждено, что эти когти велоцираптор не использовал как лезвия (поскольку их внутренний изогнутый край был закруглённым, а острый кончик не прорывал кожу животного, а лишь прокалывал её); скорее всего, они служили как бы крючьями, с помощью которых хищник цеплялся за свою жертву и удерживал её, порой, возможно, даже прокалывал жертве трахею или шейную артерию.
Куда более важным оружием в арсенале велоцираптора, вероятно, были челюсти с острыми зубами. Череп велоцираптора имел длину до 25 см, был вытянут и выгнут вверх. На верхней и нижней челюстях по 26—28 зубов, имеющих пильчатые режущие кромки, расположенных с промежутками и загнутых назад для захвата и разрывания добычи. Биомеханически нижняя челюсть велоцираптора напоминала челюсти комодского варана и таким образом хорошо подходила для отрывания кусков от относительно крупной добычи. Исходя из анатомии челюстей, некогда предлагаемые интерпретации образа жизни велоцираптора как охотника на относительно мелкую добычу кажутся маловероятными.
Передние конечности велоцираптора имели по три пальца. Первый был самым коротким, а второй — более длинным.
Гибкость хвоста велоцираптора была снижена костяными выростами позвонков в их верхней части и окостеневшими сухожилиями в нижней. Костяные выросты тянулись вдоль от 4—10 позвонков, что давало устойчивость на поворотах, особенно при беге на большой скорости.

## Классификация

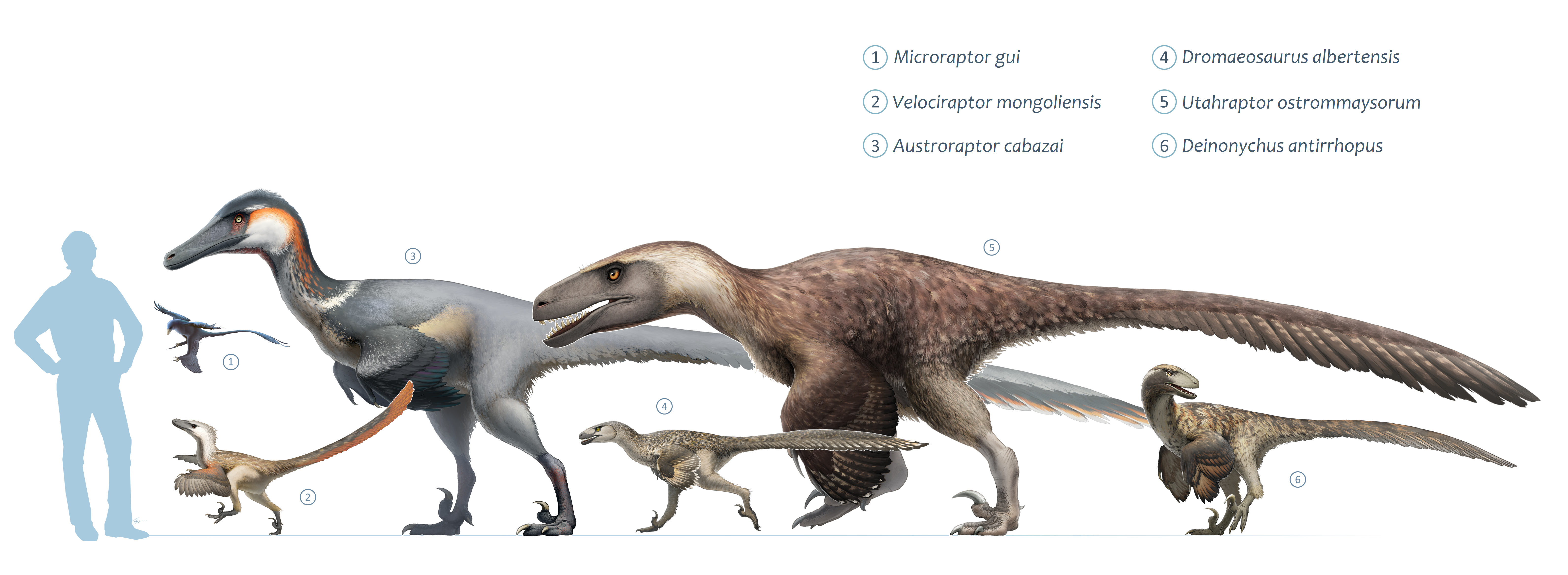
Велоцираптор (2) и некоторые другие дромеозавриды

Когда велоцираптора впервые описали в 1924 году, его отнесли к семейству мегалозаврид(Megalosauridae) — как и большинство хищных динозавров в то время (мегалозавриды, как и сам род Megalosaurus, служили «мусорным таксоном» для многих неродственных видов).
В настоящее время велоцираптора относят к группе эудромеозавров (Eudromaeosauria) — производной («продвинутой») подгруппе в составе семейства дромеозаврид. В составе этой группы он является типовым родом для подсемейства велоцирапторин (Velociraptorinae). Это подсемейство было введено в систематику Ринченом Барсболдом в 1983 году и первоначально включало только велоцираптора. В 1998 году Пол Серено филогенетически определил велоцирапторин в качестве клады, включающей всех дромеозаврид, ближе родственных велоцираптору, чем дромеозавру (Dromaeosaurus).
В классификации, предлагавшейся Грегори С. Полом в 1988 году, род Velociraptor включал виды V. antirrhopus и V. langstoni, рассматриваемые другими учёными как Deinonychus antirrhopus и Saurornitholestes langstoni. По состоянию на 2008 год признавалось только два вида велоцирапторов: V. mongoliensis и V. osmolskae. При этом ряд исследований показывает, что V. osmolskae на самом деле не является близким родственником V. mongoliensis.

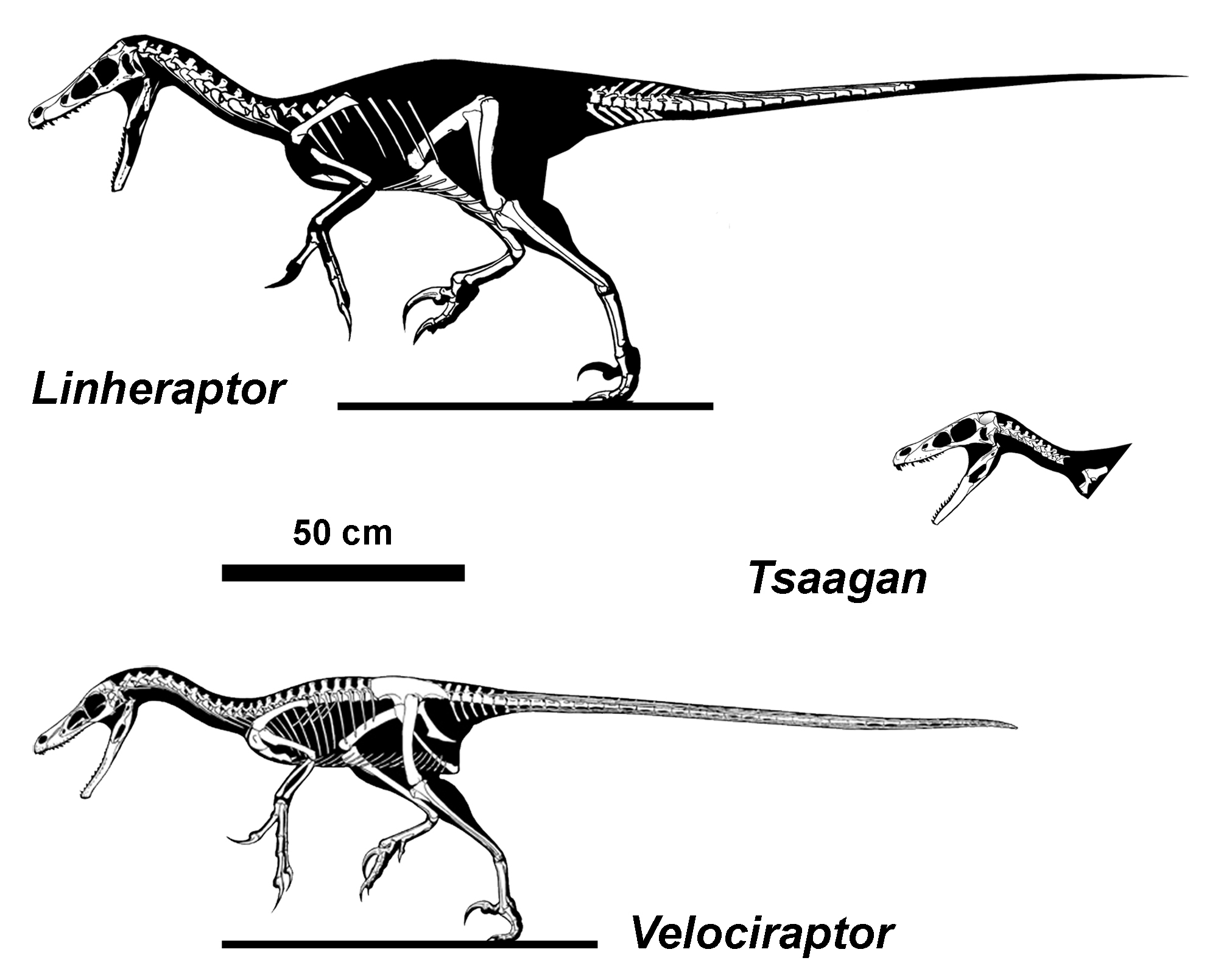
Скелетные реконструкции некоторых велоцирапторин: линьхэраптор, цааган и велоцираптор V. mongoliensis

На кладограмме ниже отображены результаты филогенетического анализа Леи Мутриль и её коллег (2025). Согласно анализу, в пределах подсемейства велоцирапторин V. mongoliensis близок к Shri, тогда как V. osmolskae более связан с Tsaagan и Linheraptor.

|  | Adasaurus       |
|  |                 |
|  | Kuru            |
|  |                 |
|  | Luanchuanraptor |
|  |                 |
|  | Yurgovuchia     |
|  |                 |

|  | Velociraptor osmolskae                                  |
|  |                                                         |
|  | \| \| Tsaagan \| \| \| \| \| \| Linheraptor \| \| \| \| |
|  |                                                         |
|  | Tsaagan                                                 |
|  |                                                         |
|  | Linheraptor                                             |
|  |                                                         |

|  | Tsaagan     |
|  |             |
|  | Linheraptor |
|  |             |

|  | Velociraptor mongoliensis                                |
|  |                                                          |
|  | \| \| Shri devi \| \| \| \| \| \| Shri rapax \| \| \| \| |
|  |                                                          |
|  | Shri devi                                                |
|  |                                                          |
|  | Shri rapax                                               |
|  |                                                          |

|  | Shri devi  |
|  |            |
|  | Shri rapax |
|  |            |

|  | Velociraptor osmolskae                                  |
|  |                                                         |
|  | \| \| Tsaagan \| \| \| \| \| \| Linheraptor \| \| \| \| |
|  |                                                         |
|  | Tsaagan                                                 |
|  |                                                         |
|  | Linheraptor                                             |
|  |                                                         |

|  | Tsaagan     |
|  |             |
|  | Linheraptor |
|  |             |

|  | Velociraptor mongoliensis                                |
|  |                                                          |
|  | \| \| Shri devi \| \| \| \| \| \| Shri rapax \| \| \| \| |
|  |                                                          |
|  | Shri devi                                                |
|  |                                                          |
|  | Shri rapax                                               |
|  |                                                          |

|  | Shri devi  |
|  |            |
|  | Shri rapax |
|  |            |

|  | Adasaurus       |
|  |                 |
|  | Kuru            |
|  |                 |
|  | Luanchuanraptor |
|  |                 |
|  | Yurgovuchia     |
|  |                 |

|  | Velociraptor osmolskae                                  |
|  |                                                         |
|  | \| \| Tsaagan \| \| \| \| \| \| Linheraptor \| \| \| \| |
|  |                                                         |
|  | Tsaagan                                                 |
|  |                                                         |
|  | Linheraptor                                             |
|  |                                                         |

|  | Tsaagan     |
|  |             |
|  | Linheraptor |
|  |             |

|  | Velociraptor mongoliensis                                |
|  |                                                          |
|  | \| \| Shri devi \| \| \| \| \| \| Shri rapax \| \| \| \| |
|  |                                                          |
|  | Shri devi                                                |
|  |                                                          |
|  | Shri rapax                                               |
|  |                                                          |

|  | Shri devi  |
|  |            |
|  | Shri rapax |
|  |            |

|  | Velociraptor osmolskae                                  |
|  |                                                         |
|  | \| \| Tsaagan \| \| \| \| \| \| Linheraptor \| \| \| \| |
|  |                                                         |
|  | Tsaagan                                                 |
|  |                                                         |
|  | Linheraptor                                             |
|  |                                                         |

|  | Tsaagan     |
|  |             |
|  | Linheraptor |
|  |             |

|  | Velociraptor mongoliensis                                |
|  |                                                          |
|  | \| \| Shri devi \| \| \| \| \| \| Shri rapax \| \| \| \| |
|  |                                                          |
|  | Shri devi                                                |
|  |                                                          |
|  | Shri rapax                                               |
|  |                                                          |

|  | Shri devi  |
|  |            |
|  | Shri rapax |
|  |            |

|  | Adasaurus       |
|  |                 |
|  | Kuru            |
|  |                 |
|  | Luanchuanraptor |
|  |                 |
|  | Yurgovuchia     |
|  |                 |

|  | Velociraptor osmolskae                                  |
|  |                                                         |
|  | \| \| Tsaagan \| \| \| \| \| \| Linheraptor \| \| \| \| |
|  |                                                         |
|  | Tsaagan                                                 |
|  |                                                         |
|  | Linheraptor                                             |
|  |                                                         |

|  | Tsaagan     |
|  |             |
|  | Linheraptor |
|  |             |

|  | Velociraptor mongoliensis                                |
|  |                                                          |
|  | \| \| Shri devi \| \| \| \| \| \| Shri rapax \| \| \| \| |
|  |                                                          |
|  | Shri devi                                                |
|  |                                                          |
|  | Shri rapax                                               |
|  |                                                          |

|  | Shri devi  |
|  |            |
|  | Shri rapax |
|  |            |

|  | Velociraptor osmolskae                                  |
|  |                                                         |
|  | \| \| Tsaagan \| \| \| \| \| \| Linheraptor \| \| \| \| |
|  |                                                         |
|  | Tsaagan                                                 |
|  |                                                         |
|  | Linheraptor                                             |
|  |                                                         |

|  | Tsaagan     |
|  |             |
|  | Linheraptor |
|  |             |

|  | Velociraptor mongoliensis                                |
|  |                                                          |
|  | \| \| Shri devi \| \| \| \| \| \| Shri rapax \| \| \| \| |
|  |                                                          |
|  | Shri devi                                                |
|  |                                                          |
|  | Shri rapax                                               |
|  |                                                          |

|  | Shri devi  |
|  |            |
|  | Shri rapax |
|  |            |

|  | Adasaurus       |
|  |                 |
|  | Kuru            |
|  |                 |
|  | Luanchuanraptor |
|  |                 |
|  | Yurgovuchia     |
|  |                 |

|  | Velociraptor osmolskae                                  |
|  |                                                         |
|  | \| \| Tsaagan \| \| \| \| \| \| Linheraptor \| \| \| \| |
|  |                                                         |
|  | Tsaagan                                                 |
|  |                                                         |
|  | Linheraptor                                             |
|  |                                                         |

|  | Tsaagan     |
|  |             |
|  | Linheraptor |
|  |             |

|  | Velociraptor mongoliensis                                |
|  |                                                          |
|  | \| \| Shri devi \| \| \| \| \| \| Shri rapax \| \| \| \| |
|  |                                                          |
|  | Shri devi                                                |
|  |                                                          |
|  | Shri rapax                                               |
|  |                                                          |

|  | Shri devi  |
|  |            |
|  | Shri rapax |
|  |            |

|  | Velociraptor osmolskae                                  |
|  |                                                         |
|  | \| \| Tsaagan \| \| \| \| \| \| Linheraptor \| \| \| \| |
|  |                                                         |
|  | Tsaagan                                                 |
|  |                                                         |
|  | Linheraptor                                             |
|  |                                                         |

|  | Tsaagan     |
|  |             |
|  | Linheraptor |
|  |             |

|  | Velociraptor mongoliensis                                |
|  |                                                          |
|  | \| \| Shri devi \| \| \| \| \| \| Shri rapax \| \| \| \| |
|  |                                                          |
|  | Shri devi                                                |
|  |                                                          |
|  | Shri rapax                                               |
|  |                                                          |

|  | Shri devi  |
|  |            |
|  | Shri rapax |
|  |            |

## Стратегия охоты

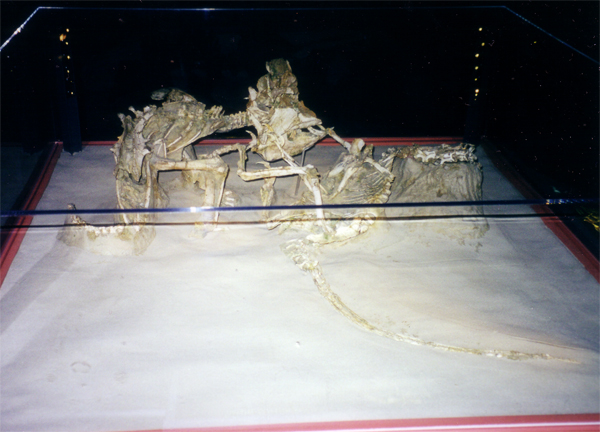
Скелеты сражающихся велоцираптора и протоцератопса

В 1971 году были найдены ископаемые остатки велоцираптора и протоцератопса, предположительно погибших в схватке и погребённых песками. Интерпретация данной находки как сражающихся динозавров позволила учёным реконструировать многие аспекты охотничьей стратегии велоцираптора, хотя некоторые авторы с ней не согласны. Исходя из позы, в которой сохранились динозавры, было также выдвинуто предположение, что эта находка может демонстрировать попытку всеядного цератопса вытащить труп велоцираптора, утонувшего в грязи или зыбучих песках, в результате которой он также погиб. Найденные когти задних конечностей велоцираптора в шее протоцератопса, возможно, объясняют, что велоцираптор атаковал с их помощью шейные артерии, вены и трахею жертвы, а не брюшную полость с жизненно важными органами, как считалось ранее. Либо он мог просто упираться задними конечностями о протоцератопса с целью вызволить из его челюстей свою переднюю конечность.
Все найденные ископаемые остатки велоцирапторов — отдельные особи, и популярное предположение о том, что они охотились стаями, не подтверждено. Близкие родственники велоцирапторов — дейнонихи — скорее всего не охотились стаями и вели себя достаточно агрессивно по отношению к другим особям своего вида, поскольку все их массовые захоронения у туш растительноядных животных демонстрируют каннибализм по отношению к меньшим сородичам, наблюдаемый у современных крокодилов и комодских варанов при совместном кормлении.

## Оперение и теплокровность

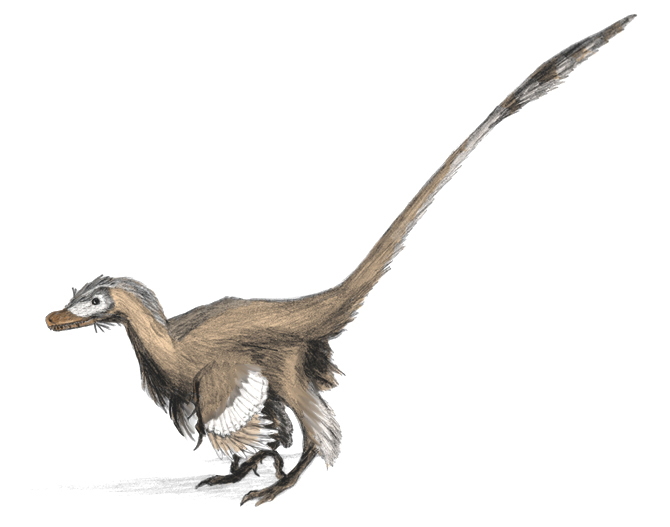
Представление о велоцирапторе после открытия оперения

Дромеозавриды были эволюционно близки к птицам, которых сильнее всего напоминали самые примитивные представители этого семейства с хорошо развитым оперением. Ранние дромеозавриды — Microraptor и Sinornithosaurus — имели больше птичьих черт, чем их родственники велоцирапторы, жившие позже на несколько десятков миллионов лет. Обнаруженные ископаемые остатки велоцирапторов не имеют отпечатков мягких тканей, что не позволяет определить, имели ли они оперение. В 2007 году несколько палеонтологов сообщили об обнаружении в экземпляре велоцираптора (IGM 100/981) бугорков на локтевой кости — точек прикрепления вторичных маховых перьев, типичных для современных птиц. По мнению палеонтологов, это открытие подтверждает, что велоцирапторы имели оперение.
Оперение и эволюционное родство велоцирапторов к птицам имеет две версии:
- Типично птичьи особенности (включая оперение), отмеченные у дромеозавридов, возможно, унаследованы от общего предка — одной из групп целурозавров (общепринятая версия).
- Дромеозавриды, включая велоцирапторов, являются примитивными птицами, возможно, вторично утратившими способность летать (наподобие страуса)[47]. Большинство палеонтологов отвергает эту версию. Известным её сторонником является американский палеонтолог Грегори Пол[48].

Оперение велоцирапторов означает их теплокровность. Холоднокровные животные не способны к термоизоляции, им необходимо получать тепло из среды, чему будет препятствовать развитое оперение. Напротив, мелкие теплокровные животные имеют меньшую теплоёмкость в сравнении с крупными и могут иметь некоторые трудности с сохранением вырабатываемого ими тепла без изолирующих наружных покровов (по крайней мере, при изменчивом климате). Однако скорость роста костей у молодых дромеозаврид меньше, чем у современных птиц и млекопитающих, что указывает либо на несколько более низкие темпы метаболизма, либо, скорее, на плохо развитую заботу о потомстве (или её полное отсутствие). Поскольку убедительные доказательства теплокровности ранее были предоставлены для всех или почти всех динозавров и даже для гипотетического предка всех архозавров, кажется маловероятным, что тероподы и в особенности близкие к птицам дромеозавриды могли испытать значительное понижение уровня обмена веществ от предкового состояния.